# Schneckenhaus

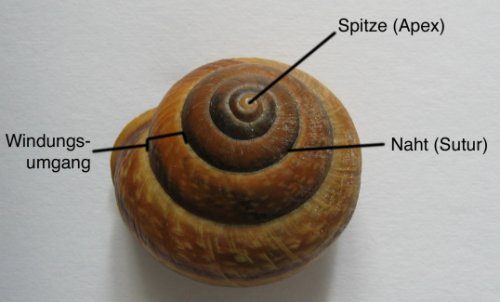
Gehäuse der Gefleckten Schnirkelschnecke (Arianta arbustorum) von oben

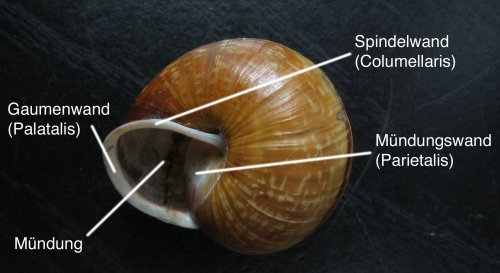
Gehäuse der Gefleckten Schnirkelschnecke (Arianta arbustorum) von unten

Als Schneckenhaus oder Schneckengehäuse, auch Schneckenschale genannt, wird die schraubenförmig gewundene kalkige Schale der Schnecken bezeichnet. Sie ist mit zwei Muskeln mit dem Körper der Schnecke verbunden und dient dem Schutz des Weichtierkörpers vor Fressfeinden und Verletzungen.

## Evolution der Schneckengehäuse
Das Schneckengehäuse entstand im Verlaufe eines langen, bereits im Kambrium einsetzenden evolutionären Prozesses aus Kalkstacheln und Schalenplatten früher Weichtiere. Die daraus gebildete Schale ist allen Angehörigen der Conchifera eigen. Im Unterschied zu den Schalen der Muscheln (Bivalvia), Kahnfüßer (Scaphopoda) und Kopffüßer (Cephalopoda) ist die Schale der Schnecken, bei aller Verschiedenheit in der Gestalt und mancherlei äußeren Ähnlichkeiten zu Schalen dieser Weichtiergruppen, jedoch stets spiralig gewunden. Ebenfalls gewunden ist nur noch das Gehäuse der Perlboote, die zu den Kopffüßern zählen.

## Bau und Form der Schale
Die Bezeichnung „Gewinde“ umfasst das Protoconch und das Teleoconch bis einschließlich des vorletzten Umgangs. Der letzte Umgang mit der Mündung wird als Basis bezeichnet.

### Protoconch

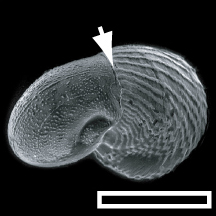
REM-Bild des Protoconchs der Schnecke Haliotis asinina. Die Skala entspricht 100 μm. Der weiße Pfeil markiert den Übergang vom (embryonalen) Protoconch zum juvenilen Schalenabschnitt der Schnecke (rechts).

Die Schale wird schon im Embryonalstadium der Schnecke angelegt. Der in dieser Entwicklungsstufe entstehende Abschnitt der Schale ist das Embryonalgewinde oder Protoconch. Es bildet die Spitze (Apex) des Gehäuses, das sich im weiteren Verlauf davon deutlich unterscheiden kann. Die Gestalt des Protoconchs ist ein Merkmal, das bei der Artbestimmung – insbesondere in der Paläontologie, da nur äußerst selten Weichteile erhalten sind – eine bedeutsame Rolle spielt. Dieser erste Anteil des Gehäuses ist meist glatt, kann aber auch skulptiert sein.
Das Protoconch wird nach seinen Windungen gekennzeichnet als
- paucispiral = mit 1 bis 2 Umgängen
- bzw. multispiral = mit drei oder mehr Umgängen
- orthostroph oder homöostroph = Embryonalgewinde und Teleoconch haben den gleichen Windungssinn (der häufigste Fall)
- bzw. heterostroph = bei entgegengesetztem Windungssinn (weitaus seltener)
- alliostroph = wenn das Embryonalgewinde versetzt verläuft im Verhältnis zum Teleoconch, in einem Winkel von bis zu 90° (in diesem Fall „liegt“ es quasi auf dem übrigen Gewinde)

### Teleoconch
Der auf das Protoconch folgende Abschnitt, der den weitaus größten Teil des Gehäuses einnimmt, wird als Teleoconch bezeichnet. Die Anwachsstreifen und andere die Skulptur prägenden Merkmale des Teleoconchs treten meist artspezifisch in sehr variantenreichen Formen auf. Siehe hierzu die Erläuterungen in den betreffenden Abschnitten weiter unten.

### Innerer Aufbau der Schale

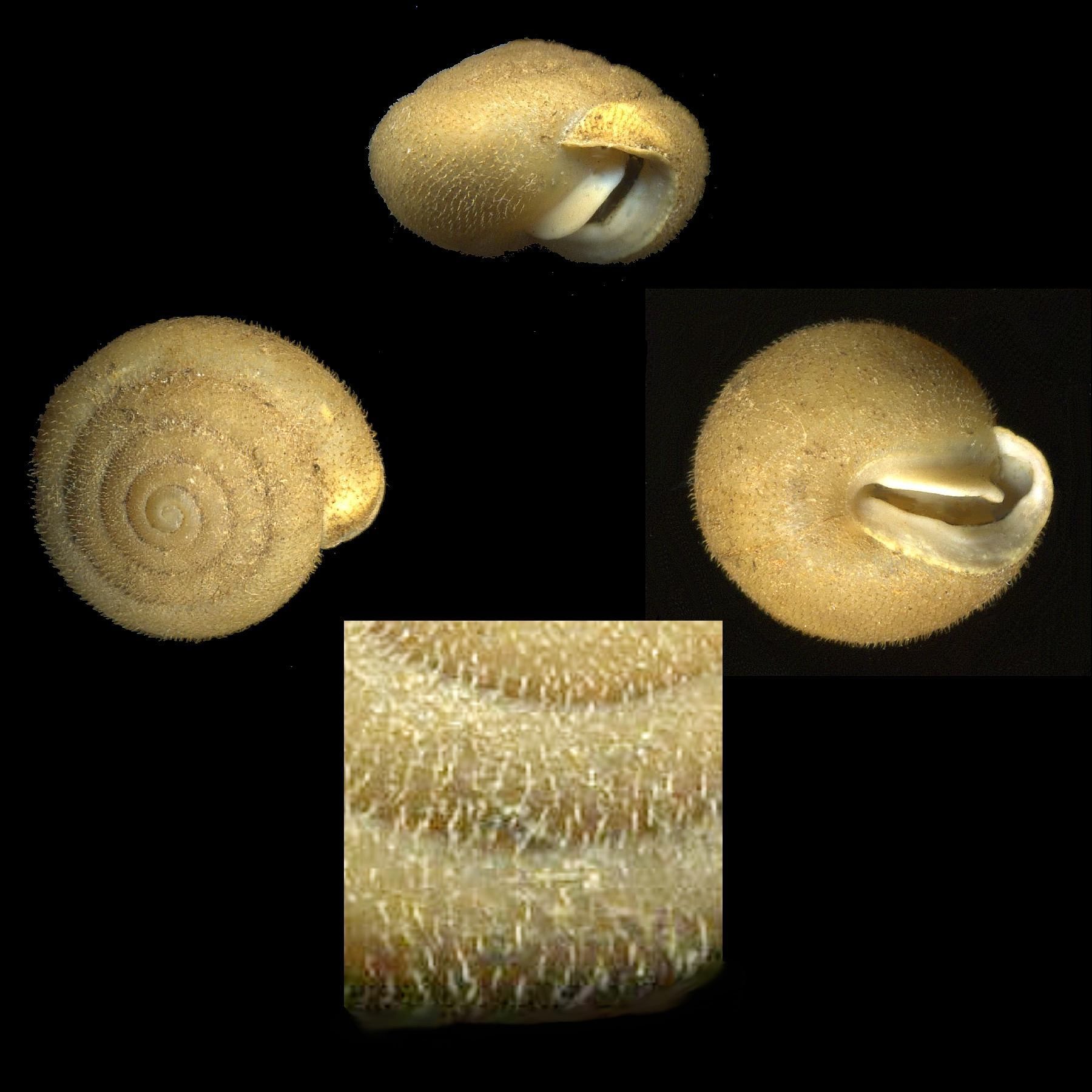
Schale der landlebenden Schnecke Stenotrema florida. Das Periostracum dieser Art ist mit winzigen Härchen bedeckt

Die Schneckenschale ist mehrschichtig aufgebaut. Von innen nach außen tragen die Schichten die Bezeichnungen: Hypostracum, Ostracum und Periostracum. Die beiden erstgenannten Schichten bestehen aus Aragonit, einem Kalkmaterial (CaCO3). Sie bilden das stabile „Grundgerüst“ der Schale. Das Periostracum hingegen, das auch als Schalenhaut bezeichnet werden kann, besteht aus einem komplexen Protein, dem so genannten Conchiolin (auch Conchin genannt). Diese organische äußere Schutzschicht der Schale kann bei adulten Schnecken nicht erneuert werden, da die an der Mündung sitzenden Drüsen, in denen das Conchiolin produziert wird, nur während des Wachstums der Schneckenschale arbeiten. Gleichwohl können Schnecken Verletzungen ihrer Schale von innen heraus mit Hilfe Kalk abscheidender Drüsenzellen reparieren, die „Reparaturstelle“ weist jedoch aufgrund des Fehlens des Periostracums eine zumeist deutlich sichtbare gröbere Oberflächenstruktur auf.
Wenn an der Innenseite der Schale dünne Aragonit-Plättchen abgelegt sind, kann diese innere Schalenschicht (das Hypostracum) durch Lichtbrechung schillernde Effekte hervorrufen. Dieser als Perlmutt bekannte Teil der Schale tritt bei einigen Süß- und Salzwasserschnecken auf, insbesondere bei den Seeohren (Haliotis).

### Die Spiralform der Schale

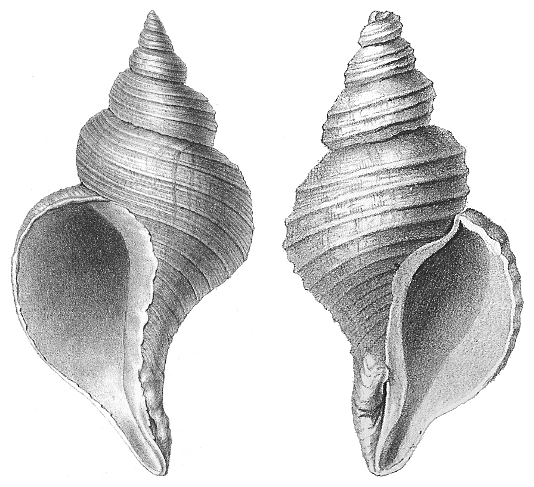
Schalen von zwei verschiedenen Meeresschneckenarten: Links eine linksgewundene Schale Neptunea angulata, rechts eine rechtsgewundene Schale Neptunea despecta

Die Schneckenschale verläuft vom Apex bis Mündung um die eigene Achse, die als Spindel (Columella) bezeichnet wird, wenn die Umgänge sich berühren. Anderenfalls entsteht ein trichterförmiger Hohlraum, der Nabel (Umbilicus). Der Grund für die Entstehung dieser schraubigen Schalengestalt ist in der Ontogenese der Schnecken zu suchen: Eine Seite des Eingeweidesacks wächst schneller als die andere, wodurch eine Drehbewegung auftritt, die wiederum die Schraubenform und die Windungsrichtung der Schale determiniert. Dieser Vorgang wird als Torsion bezeichnet.
Die Schale der Schnecken kann – zumeist, aber nicht immer, artspezifisch – rechtsgewunden (dextral), wie bei den weitaus meisten Schneckenarten, oder linksgewunden (sinistral) sein. Wenn beim aufrecht (mit dem Apex nach oben) stehenden Gehäuse die dem Betrachter zugewandte Mündung links liegt, heißt es linksgewunden, im umgekehrten Falle rechtsgewunden. Linksgewundene Weinbergschnecken werden im Volksmund als Schneckenkönige bezeichnet.
Bestimmte schneckenfressende Schlangenarten wie Pareas iwasakii haben sich mit einem asymmetrischen Kiefer auf die häufiger auftretenden rechtsgewundenen Schneckenhäuser spezialisiert.

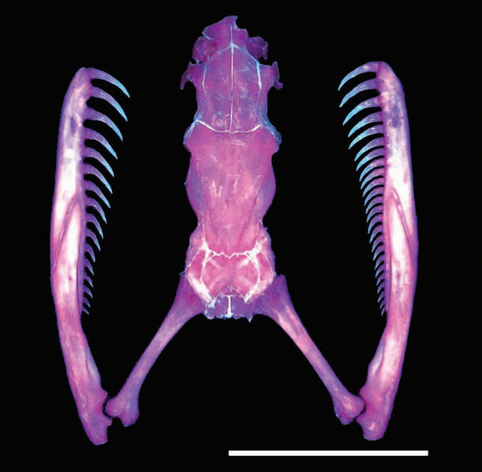
Schädel der Schlangenart Pareas iwaskii – die Zähne sind zahlreicher auf der rechten Seite ausgeprägt

### Weitere Schalenmerkmale
Größe, Form und Musterung der Schale sind oft artspezifisch und mithin bei der Bestimmung von Bedeutung.

#### Größe
Aquatisch lebende Schnecken bringen infolge des Auftriebs im Wasser tendenziell größere Formen hervor als Landbewohner. Insbesondere unter den Meeresschnecken kommen sehr große Arten mit zum Teil sehr schweren Gehäusen vor, wie beispielsweise die im Meeresgebiet zwischen Indonesien und Australien vorkommende bis 1 m Gehäusehöhe erreichende Große Rüsselschnecke (Syrinx aruanus). Andererseits sind unter den rezenten Schnecken Formen anzutreffen, deren Gehäusegröße deutlich unterhalb eines Millimeters liegt (z. B. die Angehörigen der Familie Omalogyridae).

#### Skulptierung

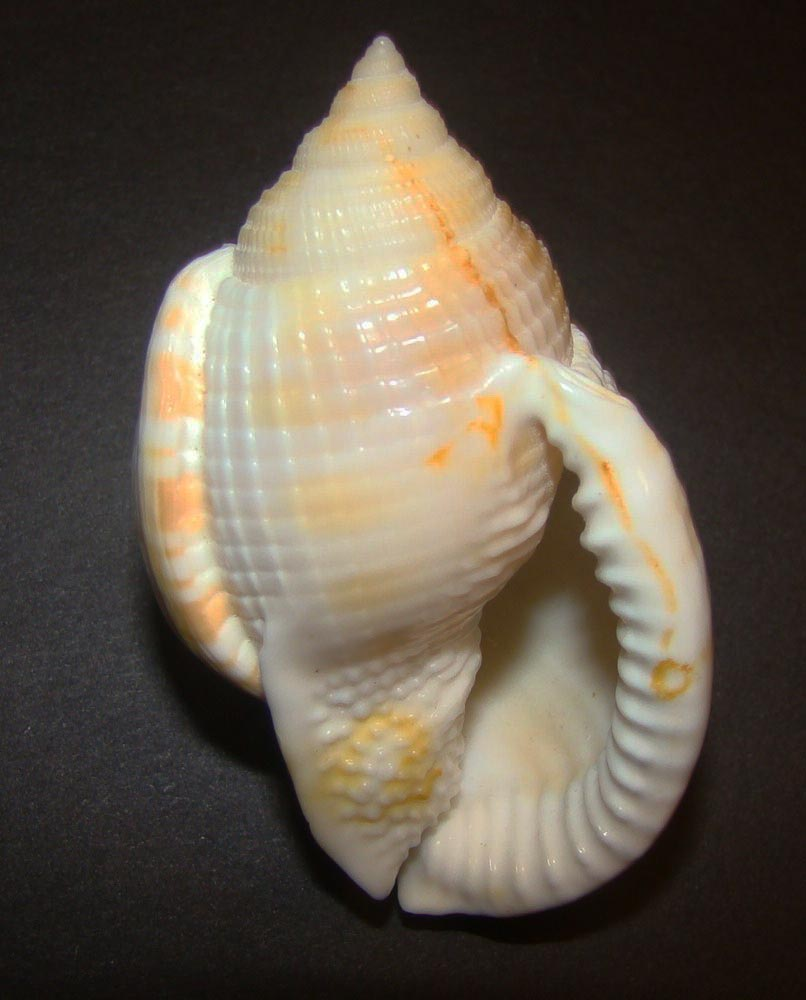
Eine schlichte Varix (links im Bild) auf der Schale der Schnecke Semicassis granulata; Anwachsstreifen orthoclin

Die Oberfläche der Schale weist eine mehr oder minder deutliche Skulptur auf, deren Merkmale sehr unterschiedlich stark ausgeprägt sein können.
Sie besteht im einfachsten Fall aus Anwachsstreifen, die in der Wachstumsphase entstehen. Der Verlauf dieser Anwachsstreifen auf dem Gehäuse wird wie folgt beschrieben (Sichtweise jeweils auf das aufrecht stehende, also mit dem Apex nach oben zeigende Gehäuse mit Blick auf die Mündung – wie bei der nebenstehend abgebildeten Semicassis granulata):
- orthoclin = geradlinig von oben nach unten,
- prosoklin = leicht bogenförmig von links oben nach rechts unten,
- opistoklin = leicht bogenförmig von oben rechts nach unten links,
- prosocyrt = bumerangförmig mit der Ausbuchtung nach links,
- opistocyrt = bumerangförmig mit der Ausbuchtung nach rechts.

Ein anatomisches Merkmal, das mit den Anwachsstreifen eng zusammenhängt, sind die so genannten Varices (Sing.: Varix). Dabei handelt es sich um verdickte axiale Rippen, die gewöhnlich in gleichmäßigen Intervallen auf den Umgängen auftreten und als eine Verdickung der Außenlippe während eines Ruhezustands im Wachstum der Schnecke ausgebildet worden sind. Daran ist erkennbar, dass das Wachstum der Schnecke in Schüben stattgefunden hat (siehe nebenstehende Abbildung).
Neben Anwachsstreifen und Varices können Ritzen, Furchen, Streifen, Kiele, Rippen, Knoten, Stacheln und Wülste auf der Schalenoberfläche auftreten. Verlaufen solche Merkmale parallel zur Sutur  werden sie als Spiralverzierung bezeichnet. Sehr feine Linien oder Furchen werden Lirae (Sing.: Lira) genannt. Sofern die Schalenverzierungen schräg oder senkrecht (also rechtwinklig zur Sutur) angeordnet sind, spricht man von Querverzierung.

#### Die Mündung

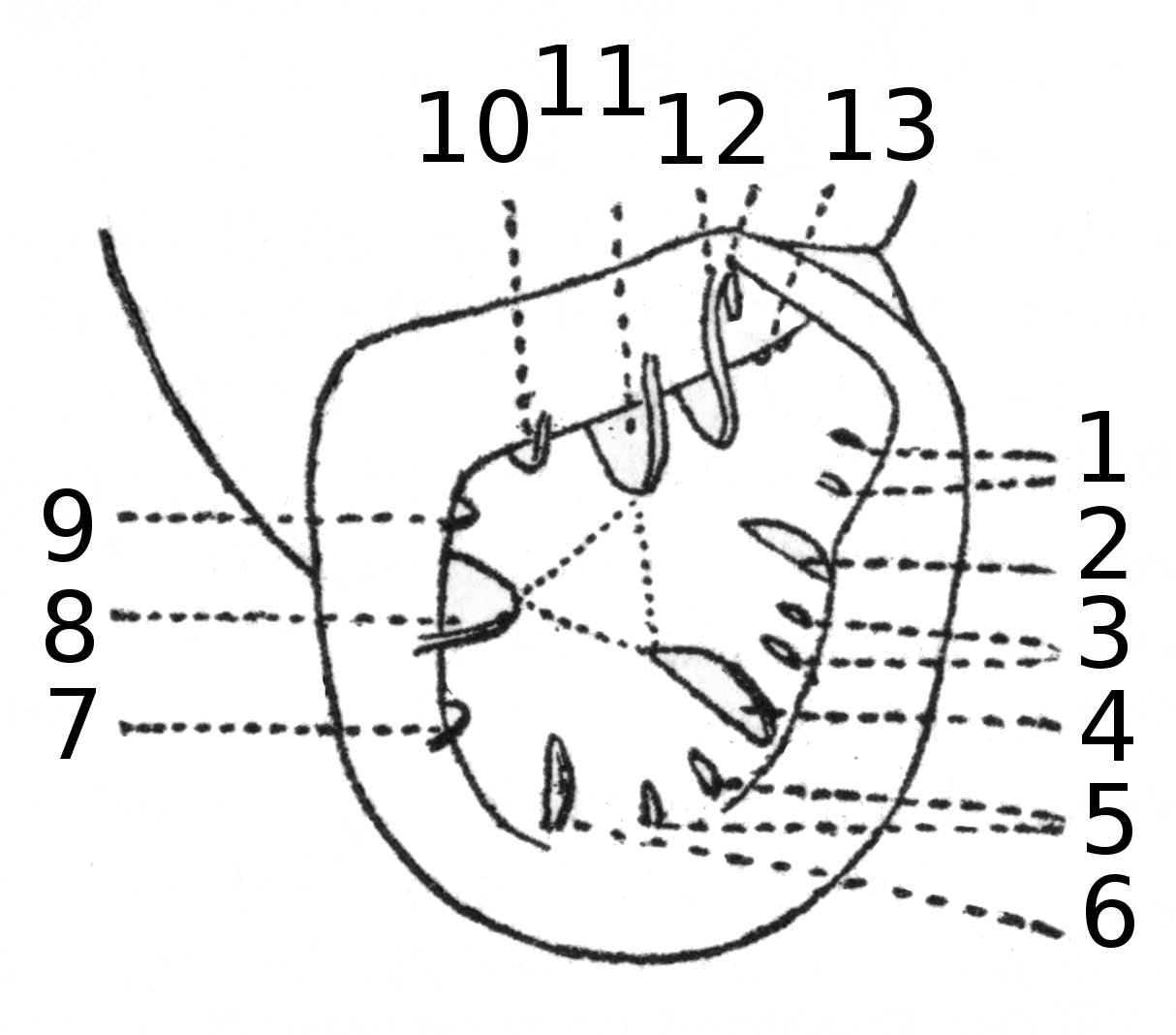
Zähne der Mündung: 1–6 Falten oder Plicae: 1 = suprapalatal, 2 = obere palatale Falte, 3 = interpalatal, 4 = untere palatale Falte, 5 = infrapalatal, 6 = basal; 7–9 Lamellen: 7= infracolumellar, 8 = columellar, 9 = supracolumellar; 10–13 Lamellen: 10 = infraparietal, 11 = parietal, 12 = angular und subangular, 13 = parallel (oder spiral)

Die Mündung bildet den Abschluss des letzten Umgangs (Körperumgang, Basis). Der Einfachheit halber wird im Folgenden der Mündungsrand in drei Bereiche gegliedert:
- Die Parietalis (Mündungswand): Dieser Bereich liegt unmittelbar unter dem vorletzten Umlauf der Schale (also oben im Mündungsrand)
- Die Columellaris (Spindelwand): Der Bereich nahe der Columella (Spindel)
- Die Palatalis (Gaumenwand): Der nach außen weisende Abschnitt des Mündungsrandes.

Spindelwand und Mündungswand können unten aufeinander zulaufen und einen Kanal bilden, der bei einigen Arten recht weit ausgezogen ist. Dieser Kanal wird auch als Siphonalkanal oder Ausguss bezeichnet. Der rückwärtige (äußere) Teil des Ausgusses ist der Stiel (auch Schild genannt).
Auf dem Spindelrand können sich kleine Wülste befinden, die als Spindelfalten oder Spindelzähne bezeichnet werden. Spindelfalten können sich auch im Inneren des Gehäuses befinden, sie sind dann bei intakter Schale von außen nicht sichtbar.

### Schalendeckel
Mit Hilfe eines Schalendeckels können Schnecken die Mündung ihrer Schale verschließen. Bei den Vorderkiemerschnecken handelt es sich um das so genannte Operculum, das am Fußende der Schnecke angewachsen ist. Andere Deckelformen sind das Epiphragma (hauptsächlich von der Weinbergschnecke bekannt), das temporär zum Zwecke des Schutzes gegen Frost und Austrocknung aus einem körpereigenen Sekret gebildet wird, sowie das Clausilium der Schließmundschnecken (Clausiliidae), das mit der Schale fest verbunden ist, nicht aber mit dem Weichkörper. Lediglich diese letztgenannte Form des Schalendeckels kann als Teil der Schneckenschale angesehen werden.

## Paläolithische Schmuckstücke

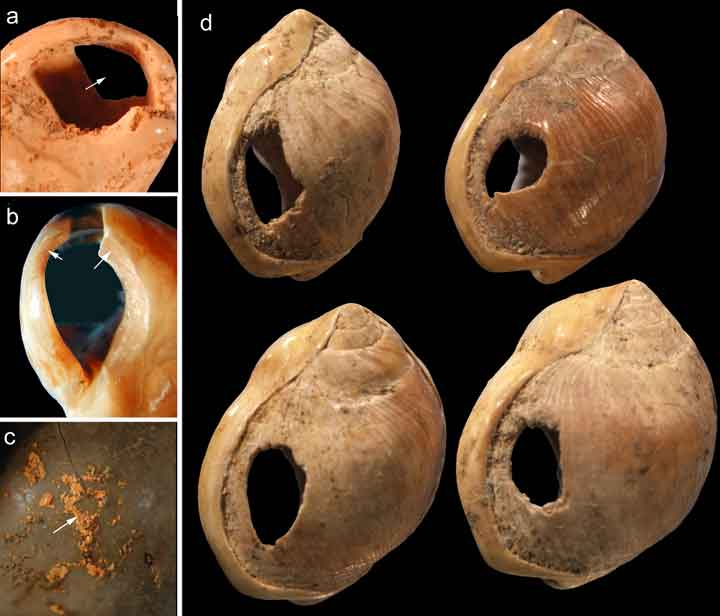
Durchbohrte Gehäuse von Meeresschnecken aus der Blombos-Höhle

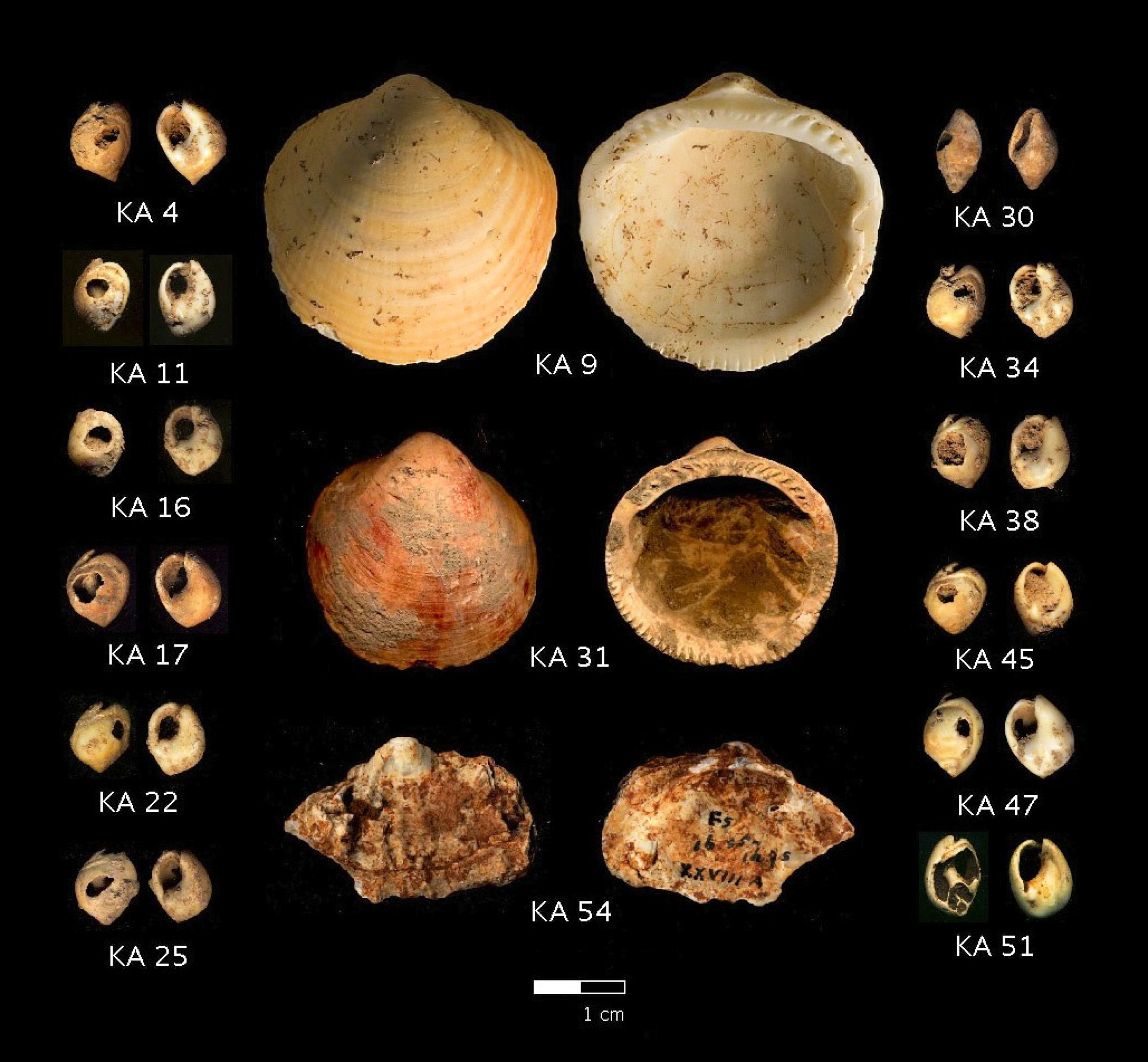
Schneckengehäuse und Muschelschalen aus Ksar Akil

Durchbohrte paläolithische Schneckengehäuse, die in der Türkei, in der Üçağızlı-Höhle, geborgen wurden und als Überreste von Körperschmuck („Perlenketten“) gedeutet werden, zählen zu den ältesten Schmuckstücken des anatomisch modernen Menschen (Homo sapiens), die außerhalb Afrikas geborgen wurden; ihr Alter beträgt mindestens 40.000 Jahre. Sie ähneln gleich alten Funden aus der Höhle Ksar Akil im Libanon. Noch deutlich älter sind die gleichfalls als Schmuck interpretierten Gehäuse von Meeresschnecken aus der Sibudu-Höhle und der Blombos-Höhle in Südafrika sowie aus der Grotte des Pigeons in Marokko.